# متحف إفان فاسيلينكو
متحف إفان فاسيلينكو (باللغة الروسية: Музей И. Д. Василенко), هو متحف في تاغانروغ، روستوف أوبلاست ، يقع في منزل إيفان ديميتريفيتش فاسيلينكو الذي عاش فيه في فطرت 1923 إلى 1966 ، الفائز بالجائزة ستالين. المتحف هو جزء من رابطة متاحف الجمهورية المعمارية الأدبية والتاريخية في تاغونروغ. تقع في شارع تشيخف 88.  

## Histoire
تم بناء المنزل الذي عاش فيه إيفان فاسيلينكو مع عائلته من عام 1923 حتى عام 1966 في عام 1906. وهو جزء من التراث الثقافي ذو الأهمية الإقليمية. ولد الكاتب في 20 يناير 1895 في ماكييفكا وبعد سبع سنوات انتقل مع والديه إلى تاغونروغ من القرية. في هذه المدينة، عاش كل حياته المتبقية، وخلق أعماله فيها، وتوفي في 26 مايو 1966 من مرض السل. على جدار المبنى توجد لوحة تذكيرية للكاتب.
أمام المتحف يوجد تمثال أرتومكا
، البطل الرئيسي لأعمال فاسيلينكو. وهو عبارة عن تمثال لصبي حافي القدمين، ماسك صندوقًا صغيرًا في يده اليمنى. تم تثبيت النصب التذكاري في عام 2010 ، والنحات هو ديفيد بيغالوف.
.